# Alchemilla cyclophylla
Alchemilla cyclophylla é uma espécie de rosácea do gênero Alchemilla, pertencente à família Rosaceae.